# Ледяной замок
«Ледяной замок» (норв. Is-Slottet) — роман норвежского писателя Тарьея Весоса, впервые опубликованный в 1963 году. Оригинальный роман написан на новонорвежском языке и считается классикой норвежской литературы. Роман был переведен на русский язык. В 1964 году Тарьей Весос получил за этот роман Литературную премию Северного Совета.

## Сюжет
11-летняя Сисс живёт в сельской глубинке в Норвегии. Её жизнь резко меняется, когда к ним в деревню переезжает Унн, тихая девочка, мать которой умерла незамужней, и Унн вынуждена жить со своей тётей. Сисс и Унн учатся в одной школе, но не сразу выходят на контакт друг с другом: Унн никогда не играет с другими детьми. Спустя полгода после приезда Унн они наконец решаются подружиться, и одним зимним вечером Сисс приходит в гости к Унн. Находясь в комнате Унн, они разговаривают, Унн показывает Сисс фотографию своего отца, а затем Унн убеждает Сисс что они должны раздеться чтобы поиграть. Они раздеваются и наблюдают друг за другом, после чего девочки испытывают смущение и одеваются. Унн спрашивает Сисс, заметила ли она какие-либо отличия в их телах, Сисс отвечает что нет. Унн говорит, что у неё есть секрет и что она боится что не попадет в рай. Обе девочки чувствуют смятение и неловкость, и Сисс оставляет Унн и убегает домой, подавленная страхом темноты.
На следующий день Унн не хочет чувствовать себя неловко при встрече с Сисс и решает пропустить школу. Вместо этого она идет посмотреть на так называемый «Ледяной замок», который представляет собой замёрзший водопад. Унн влезает внутрь этого ледяной замка, любуясь красотой его залов. Она теряется внутри замка, не может найти выход и умирает от переохлаждения. Её последним словом было имя «Сисс».
Унн начинают искать, но безрезультатно. Люди начинают думать что Сисс знает об исчезновении Унн больше, чем говорит на самом деле. Все гадают, что же произошло между ними тем вечером. Сисс, чувствуя боль утраты, впадает в мир печали и одиночества. Она даёт обещание, что никогда не забудет Унн. Сисс берет на себя роль Унн: она отказывается играть или общаться с другими детьми. Таким образом, она оказывается запертой в своём эмоциональном ледяном замке.

## Киноверсия
В фильме[каком?] снималась 12-летние Лине Сторесунд (в роли Сисс) и Хильде Ниегенн Мартинсен (в роли Унн). Фильм был снят Пером Бломом в 1987 году и был удостоен премии на Фландрийском международном кинофестивале в 1988 году. В фильме немного больше рассказывается о тайных чувствах Унн чем в оригинале, но в остальном фильм очень близок книге. Фильм был впервые выпущен на VHS (PAL) в 1991 году. Ныне кассеты больше не выпускаются, а официальный DVD-релиз до сих пор не был издан. Фильм распространяется через скачивание в сети интернет и в виде пиратских DVD-дисков.